# Gomotarți, Vidin
Gomotarți (în bulgară Гомотарци, în română Gumatarți) este un sat în comuna Vidin, regiunea Vidin,  Bulgaria. Localitatea a fost locuită compact de românii din Timocul bulgăresc.

## Demografie
Componența etnică a satului Gomotarți
     Bulgari (95,75%)
     Nicio identificare (4,24%)
     Altele (0%)
La recensământul din 2011, populația satului Gomotarți era de 707 locuitori. Din punct de vedere etnic, majoritatea locuitorilor (95,75%) erau bulgari. Pentru 4,24% din locuitori nu este cunoscută apartenența etnică.